# Дипловатадзис, Томас
Томас Дипловатадзис (греч.  Θωμάς Διπλοβατάτζης, итал.  Tommaso Diplovataccio 1468 — 1541) — греко-итальянский юрист Средневековья, исследователь  византийского и  римского права, 
«Основатель Филологической истории права» (Fondatore de la Storia Letteraria del Diritto) и «Предтеча Исторической школы права» (Precursore de la Scuola Eritica del Diritto). 

## Биография[1]

### Семья
Томас Дипловататзис родился в 1468 году на греческом острове Керкира, бывшем тогда под контролем Венецианской республики. 
Его отец, князь Георгиос Дипловатадзис, происходил из знатного византийского рода, корнями восходящего к Фракии, Македонии и Пелопоннесу, и в период Падения Константинополя был деспотом острова Лемнос. 
Через 3 года после падения Константинополя, в 1457 году, Георгиос Дипловатадзис передал Лемнос римской церкви Родоса, с тем чтобы остров не пал в руки  осман. 
Взамен Георгиос Дипловатадзис получил обещание о предоставлении ему земель на Западе и «роль в деле Священного крестового похода». 
Семья Георгиоса Дипловатадзиса жила до 1477 года на Керкире, где в 1468 году и родился Томас. 
В 1478 году семья переехала в Италию, где жил брат матери (Марии Ласкари) Константин Ласкарис, ставший к тому времени известным филологом в Италии. 
Раздосадованный несоблюдением соглашения Папской церковью, Георгиос Дипловататзис уехал в  Испанию и поступил на службу к королю Фердинанду и королеве Изабелле. 
Георгиос Дипловатадзис принял командование испанской кавалерией и погиб сражаясь с  маврами под стенами  Гранады в 1481 году.

### Образование
Мария Ласкари не согласилась с филологической ориентацией образования своего сына, как это предполагал её брат. Вместе с сыном Мария переехала на север Италии.
Начав к тому времени учёбу в университете в Салерно, Томас продолжил учёбу в университетах Падуи и Феррары, где изучал юриспруденцию.
В последнем он был провозглашён профессором феодального «…и старого (римского) права» в 1490 году.

### На службе у Джованни Сфорца
Профессор Томас Дипловалтадзис поступил на службу к правителю Пезаро Джованни Сфорца и был назначен смотрителем в городском суде, а в 1492 году принял обязанности прокурора. 
Получив протекцию сестры правителя, Камиллы, в 1493 Томас был назначен советником, двенадцатым по рангу среди 14, Графского совета. 
По причине указа изданного Сфорца о составе Совета и соответствующего «главенства» (praecendentia) советников (юристов, врачей и священников), Томас утверждал что «доктора» должны располагаться перед военными (рыцарями, equestres) и сидеть ближе к правителю. 
Чтобы продемонстрировать обоснованность своего утверждения, Томас начал написание своей основной работы Praestantia Doctorum (О превосходстве докторов). 
Томас остался в Пезаро и после того как 1500 года Сфорца потерял своё владение, которое захватил Чезаре Борджиа. 

### Последние годы
Дипловатадзис именовал себя константинопольским патрицием и пезарцем (Patrizio Constantinopolitano e Pesarese), он часто упоминается так и современниками и историками. 
Через 2 года после того как Сфорца вернулся к власти, в 1505 году Дипловатадзис обосновался в Риме, при папе  Юлие II . В дальнейшем Дипловатадзис преподавал в Венеции, после чего вернулся в Пезаро, где жил до самой своей смерти в 1541 году.

## Praestantia Doctorum
Эта работа на сегодняшний день считается утерянной, однако её содержание известно: материал был разбит на 12 книг. Первые 8 описывали университеты, выдавшие докторские дипломы, а также соответствующие процедуры учёбы, учебные программы, научные дисциплины. 
Сохранилась 9-я книга (копия оригинального манускрипта), известная под именем Liber de Claris Juris Consultis (Библия прославленных юристов). Книга включает в себя, в хронологическом порядке, биографии более 600 законодателей, юристов и преподавателей юриспруденции доклассической Греции, почти всех законодателей классической Греции, Южной Италии и Рима, Моисея, византийских юристов периода Юстиниана и наконец юристов средневековой Европы до 1511 года. 
Сохранившаяся работа, огромная и написанная на латинском языке той эпохи, имеет ряд филологических недостатков. Содержимое полно ссылками на законодательство Юстиниана (Corpus Juris Civilis), но является точным, оригинальным и откровенным, с уникальными материалами, из библиотеки Дипловатадзиса.

## Дипловатадзис как историк права
Дипловатадзис, в силу своего классического греческого образования (язык, широкий доступ к классической, постклассической и византийской литературе), кроме приобретённого им латинского и итальянского образования, находился в более выгодном положении с современными ему и последующими историками права, чтобы приступить к всеобщему, многовековому и многонациональному обзору рождения, развития и работ юристов. 
Видение истории права Дипловатадзиса являлось уникальным для своей эпохи и непревзойдённым многие века. Это подтверждается тем, что европейские юристы, в частности Heinrich Mitteis, обратились к другим правам (кроме римского права), как например к древнегреческому, только к концу 19-го века. 
Дипловатадзис был пионером идеи всемирного общечеловеческого значения права и обосновывал эту идею сбором и публикацией источников и данных права прошедших двух тысячелетий, документов доступных в то время. 
Но это идея не имела продолжения на протяжении 300 лет. 

## Исследователи
Первым кто представил работы Дипловатадзиса был Annibale Degli Abbati Olivieri, в 1771 году в Пезаро. 
В начале 20 го века, после итальянских исследователей работ Томаса, немецкие, а затем французские, исследователи приступили к систематическому исследованию и изданию работы Дипловатадзиса. 
Немецкие исследователи Hermann Kantorowicz (1877 – 1940) и Fritz Schulz (1879 – 1957) методически исследовали половину рукописи Дипловатадзиса (биографии до Законодательства Юстиниана) которую издали в Берлине в 1919 году с обширным прологом, ссылками, исправлениями, добавлениями и комментариями.  
Через полвека, в 1968 году, итальянские исследователи опубликовали оставшуюся часть рукописи Liber de Claris Juris Consultis, которая содержала биографии около 300 юристов так называемых тёмных веков средневековья (7-й – 16-й века.).  
Текст итальянского издания имеет огромное значение, поскольку биографии Дипловатадзиса являются единственным и исключительным источником информации о сотнях европейских юристов и ключом для полного и лучшего понимания исторических, филологических и общественных контекстов зарождения современной европейской юридической науки, как совместного многонационального филологического продукта, в начале эпохи Возрождения. 
В период между этими двумя изданиями Liber de Claris Juris Consultis, увидели свет ряд исследований о Дипловатадзисе в Италии, Франции, Германии и Греции. 
Самым известным исследователем работ Дипловатадзиса в Греции стал профессор Дионисиос Маврояннис, бывший ректор Аристотелева университета в столице Македонии, городе Фессалоники. 
Маврояннис посвятил Дипловатадзису несколько лет исследований в Греции, Франции и Италии . 
По мнению ряда итальянских, немецких и французских юристов и историков, Дипловатадзис является «Основателем Филологической истории Права» (Fondatore de la Storia Letteraria del Diritto) и «Предтечей Исторической Школы Права» (Precursore de la Scuola Eritica del Diritto). 

## Дионисис Маврояннис о Дипловатадзисе
Д. Маврояннис пишет, что в биографиях Дипловатадзиса прослеживается влияние предшествующих юристов на последующих. Аналогичным образом прослеживается влияние греческих законодателей классического периода на римских. В оценках последних он использует характеристики на греческом языке, как например «σοφός» (софо́с – мудрый). 
Маврояннис отмечает, что вклад Дипловатадзиса в право заключается в его трёх оригинальных предложениях: 
- он был первым юристом своей эпохи, который преодолел исследование и применение права методом отрывочных комментариев источников Римского права, завершая таким образом цикл «Школы» и эпохи комментаторов  глоссаторов (glossatores) и положил начало «Школе» систематического исследования  постглоссаторов (postglossatores).
- он оставался также единственным исследователем права с помощью сравнительных филологических и исторических текстов, включая таким образом тематический цикл права в более широкий культурный, гуманистический и социологический цикл, став первым юристом – гуманистом – филологом и первым социологом права.
- целостное рассмотрение права и юридических личностей разных народов, эпох и обстоятельств, под видом биографической литературы и персонализации критического исследования зарождения и развития прав, с конечным схождением (до его эпохи, в его эпоху а затем до наших дней) Римского и Византийского права, даёт Дипловатадзису и третий титул (кроме основателя Филологической истории права и предтечи Исторической школы права): пионера начавшегося с тех пор формирование европейской юридической науки, в качестве основной составляющей и связывающего элемента Возрождения превосходства науки над феодальными ценностями и многогранными сегодняшними «европейскими стандартами»[6][7].

## Работы
Некоторые из основных работ Дипловатадзиса:
- О учителях права, греках и римлянах (Περί νομοδιδασκάλων Ελλήνων και Ρωμαίων)
- De Jure Graecorum
- Notae ad sententias synodales
- Ectesis canonum Apostolorum
- Ανάλεκτα μετά σχολίων εις τον Τυπόκιτον και Γρηγόριον Πατσόν νομοδιδασκάλους Έλληνας
- Хроника Пезаро (Χρονικά Πισσαύρου)